# Girolamo Basso della Rovere

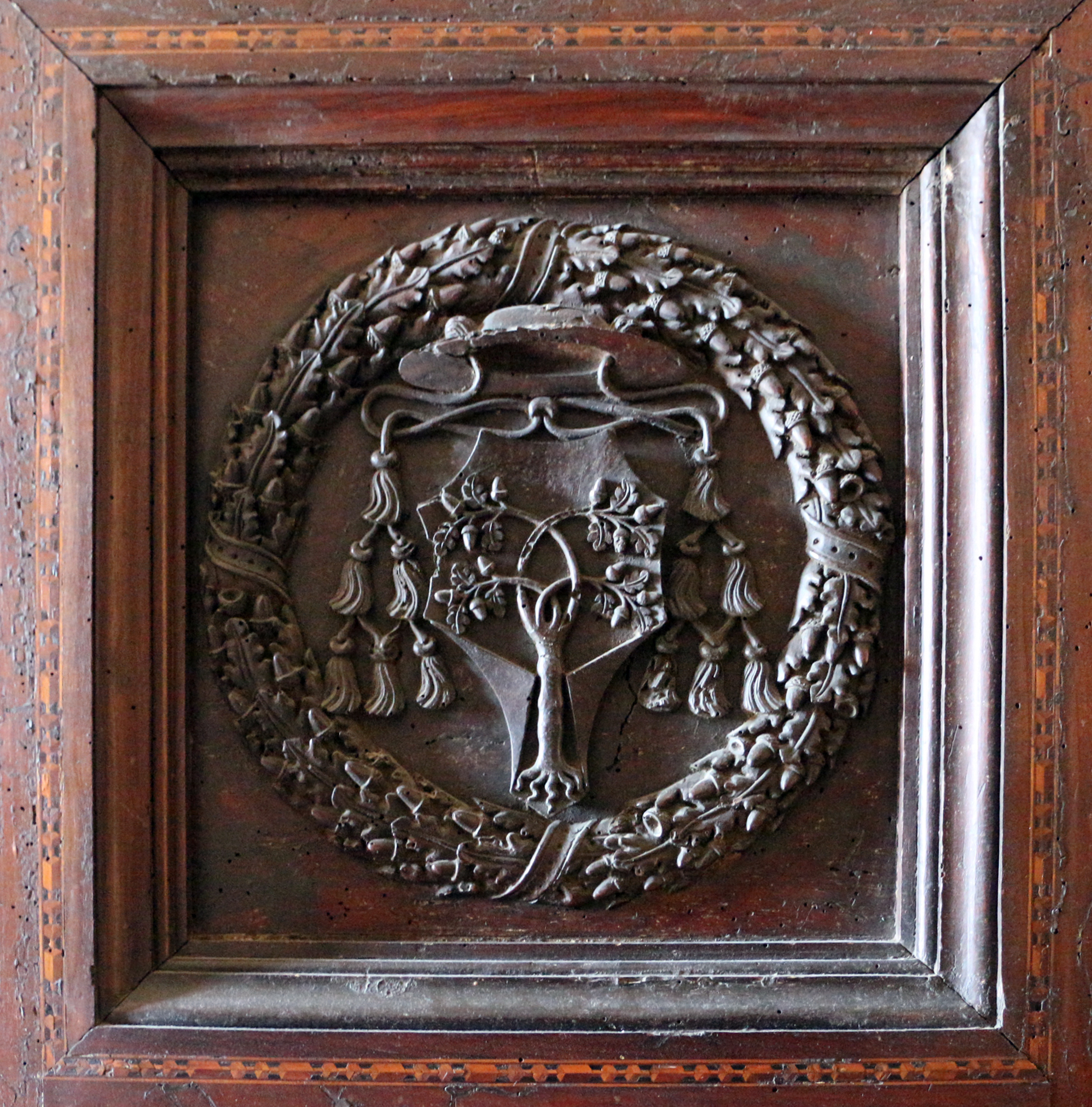
Wappen des Kardinals (Sakristei der Lateranbasilika, Rom)

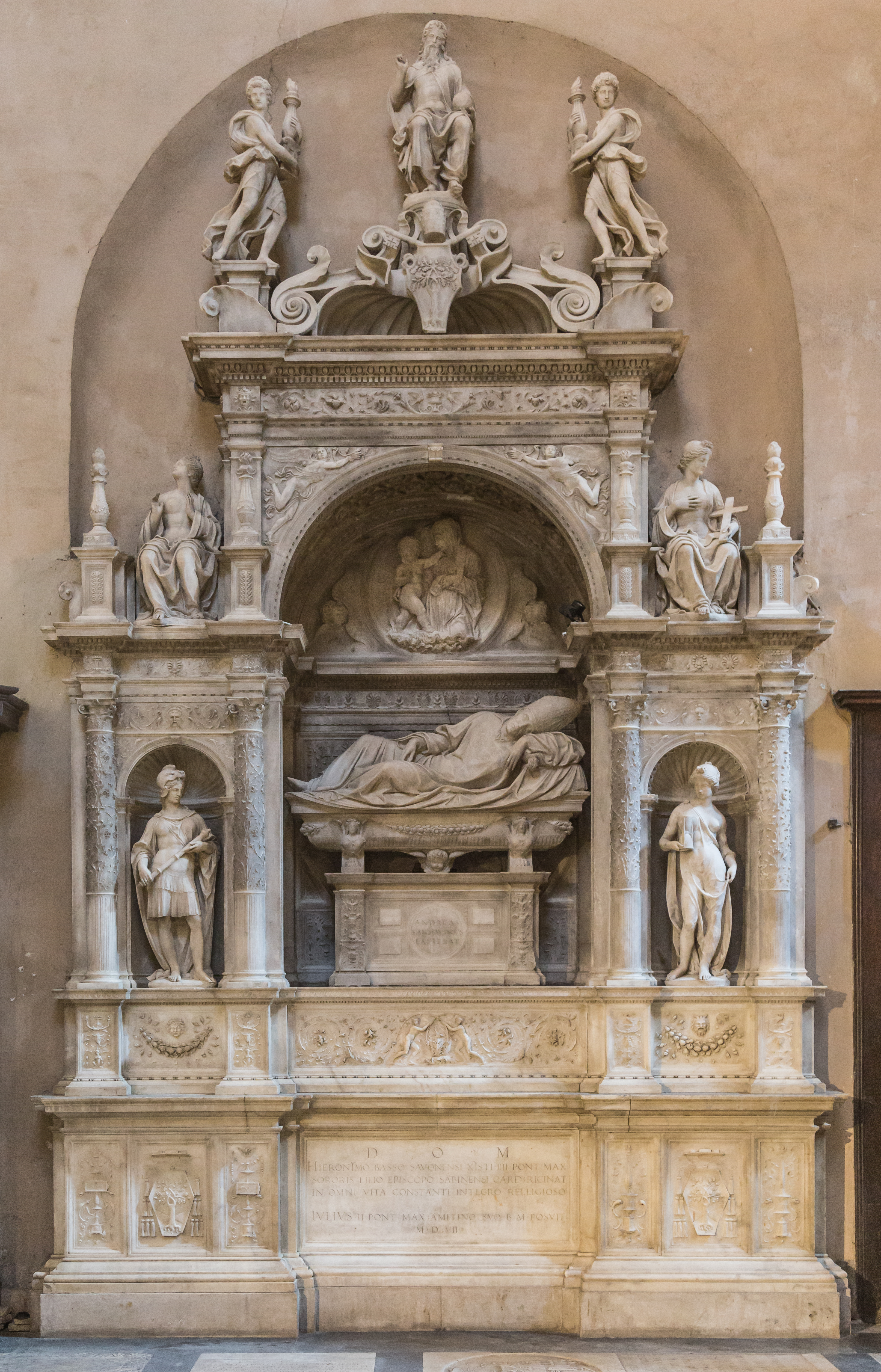
Grabmal in der Kirche Santa Maria del Popolo, Rom

Girolamo Basso della Rovere (* 1434 in Albisola, Provinz Savona; † 1. September 1507 in Fabrica) war ein italienischer Kardinal der Römischen Kirche.

## Herkunft und frühe Jahre
Girolamo war der erste Sohn des Grafen von Bistagno, Giovanni Basso, und der Schwester von Papst Sixtus IV. Luchina della Rovere. Ihre Nachkommen nahmen zusätzlich zum Nachnamen des Vaters Basso den Familiennamen ihrer Mutter an, aufgrund ihres bedeutenderen Namens. Es entstand die Linie Basso della Rovere.

## Kirchliche Laufbahn
Girolamo Basso della Rovere war von 1472 bis 1476 Bischof von Albenga und von 1476 an Bischof von Recanati. Papst Sixtus IV., sein Onkel, erhob Basso della Rovere am 10. Dezember 1477 zum Kardinal. Zwischen 1482 und 1492 war er Administrator der Diözese Gubbio. Im Jahre 1492 nahm Girolamo Basso della Rovere am Konklave teil, das Papst Alexander VI. wählte. Von 1492 bis 1503 war er Kardinalbischof von Palestrina. Nach seiner Teilnahme am ersten Konklave 1503, bei dem Pius III. zum Papst gewählt wurde, nahm er am zweiten Konklave von 1503 teil, wobei er die Wahl von Giuliano della Rovere unterstützte. Dieser berief ihn am 29. November 1503 zum Kardinalbischof von Sabina, was er bis zu seinem Tod 1507 blieb. Unter seiner Leitung wurde der Bau der Basilika von Loreto beendet. Er war Kardinalprotektor des Karmeliterordens.

## Wirkung
Sein Grabmal, von Andrea Sansovino geschaffen, wurde 1509 vollendet, es findet sich in der römischen Kirche Santa Maria del Popolo.